# Уманак
Уманак (гренл. Uummannaq) је град у општини Касуитсуп, на северозападу Гренланда. Са 1.282 становника према попису из 2013. године,једанаести је град по величини данске територије Гренланд, и дом је најсеверније трајектне луке у земљи. Основан 1763. године под именом Оманак, постао је база за лов и риболов, са фабриком конзерви и каменолом. У близини Уманака је 1932. године снимљен немачко–немачки филм С. О. С. Ајсберг (S.O.S. Eisberg).

## Географија
Уманнак се налази 590 километара северно од Арктичког круга на острву Уманак. Уманнак је и генерални назив за серију увала северно од рта Ниакорнат на полуострву Нусуак. На острву се налази планина Уманак чија је највиша тачка 1.170 метара. Пењање на планину захтева познаваље техничке вештине пењања.

## Саобраћај
Домаћа авио компанија Ер Гренланд има линију која се обавља хеликоптерима од аеродрома Карсут до хелиодрома Уманак. У летњим месецима иде трајект којом управља компанија Royal Arctic Line и који повезује насеља на западној обали.

## Култура
Деца у Гренланду и Данској верују да Деда Мраз живи у заливу Спраглебугтен на западу острва. Кућа Деда Мраза је тамо направљена за потребе данског телевизијског програма..
Шкотска певачица КТ Тунстал у свом трећем албуму има песму „Uummannaq Song“ која је инспирисана њеном путу који је провела у Уманаку у септембру 2008. године.

## Демографија
Уманак је трећи по величини град у општини Касуитсуп. Према попису из 2013. године имао је 1.282 становника, што је мање за више од 12% у односу на број становника из 2000. године.

## Галерија
- Уманак
- Фудбалска утакмица
- Лука
- Планина Уманак